# محمد عبد العزيز جعيط
محمد عبد العزيز جعيط ولد في 1886 وتوفي في 5 يناير 1970، هو جامعي وسياسي ورجل دين تونسي.

تولّى منصب وزير العدل قبل الاستقلال في حكومة مصطفى الكعاك. تولّى بعد الاستقلال منصب مفتي الجمهورية وكان أول من يتقلده.

## السيرة الذاتية
ولد محمد عبد العزيز جعيط لعائلة من المثقفين ورجال الدين في مدينة تونس، وهو ابن الوزير الأكبر يوسف جعيط.

التحق في 1901 بصفوف طلاب جامعة الزيتونة التي تخرّج منها في الإلهيات في 1907. في 1910 أصبح مُدرّس في القسم الثاني، ثم بعدها بسنة، أصبح مُدرّس في القسم الأول. درس بين 1911 و1945 في الزيتونة، التي كان عميدها بين 1940 و 1943، وكذلك درس في المدرسة الصادقية بين 1914 و 1940.

جعيط أصبح مفتي في 1919، ثم شيخ الإسلام المالكي بين 1945 و 1956. في نفس الوقت، عُيِّن وزيرا للعدل في 1947 في حكومة مصطفى الكعاك، قبل أن يستقيل منها في 1950. كان الكاتب الرئيسي للمجلة التي سبقت مجلة الأحوال الشخصية.

بعد الاستقلال، عُيِّن كأول مفتي للجمهورية التونسية في 1957، المنصب الذي شغله حتى تقاعده في 1960. الكاتب خالد لصرم قال أن المفتي تم تنحيته بعد الخلاف حول مسألة الصيام خلال شهر رمضان مع الرئيس الحبيب بورقيبة، كما شغل إمام بجامع الحلق.

محمد عبد العزيز جعيط واصل في خط الشيخ سالم بوحاجب.

## العائلة
تزوج محمد جعيط بوسيلة البكوش، بنت أحد نبلاء تونس، عبد العزيز بن محمد البكوش وذلك في 1918. رزقا بخمسة أطفال، منهم ثلاثة أولاد (كمال الدين، يوسف ومحمد)، وبنتين (صبيحة وفريدة). ابنته صبيحة تزوجت الشيخ محمد الفاضل بن عاشور (توفي بعده في نفس العام بعد أقل من أربعة أشهر). ابنه كمال الدين جعيط أصبح بدوره مفتي للجمهورية بين 1998 و 2008.

## مقالات ذات صلة
- مفتي الجمهورية (تونس)